# Collegiata di Santa Maria Assunta (Camaiore)
La collegiata di Santa Maria Assunta è il principale luogo di culto cattolico di Camaiore, sede dell'omonima parrocchia, appartenente all'arcidiocesi di Lucca.

## Storia
Situata al centro dell'impianto urbano antico di Camaiore, la chiesa di Santa Maria Assunta fu fondata nel 1278 in seguito all'ampliamento del borgo rurale fino ad allora alle dipendenze dell'abbazia benedettina di San Pietro. In stile romanico, tra il 1350 e il 1365 venne costruita la torre campanaria. Nel 1387 divenne chiesa battesimale, per bolla di papa Urbano VI, che concedendovi il fonte la smembrava dalla pieve di San Giovanni Battista di Camaiore. Il 26 gennaio 1515 papa Leone X, su istanza della Repubblica di Lucca, la elevava in collegiata, istituendovi un capitolo di canonici e beneficiati, con una dignità di priore, nella persona del parroco pro tempore, con rango di protonotario apostolico.
A partire dal XV secolo, la chiesa ha subito una serie di restauri che ne hanno cambiato l'aspetto, senza però mutare l'antica struttura romanica. Particolarmente dopo il terremoto del 1536, durante il quale fu gravemente danneggiata, venne ricostruita e riaperta al culto. Nel XVIII secolo, la chiesa è stata oggetto di una serie di restauri in stile barocco, con la costruzione dell'abside e di alcune cappelle laterali. Il 23 ottobre 1799 fu consacrata dall'arcivescovo di Lucca, Filippo Sardi; in precedenza si ricordava la dedicazione della chiesa ogni anno, il 15 marzo, ignorandone però la data precisa. Agli inizi del XX secolo, l'esterno è stato ricondotto alle originarie caratteristiche romaniche.

## Descrizione

### Esterno
La collegiata di Santa Maria Assunta si trova nel centro storico di Camaiore, in piazza San Bernardino da Siena, non lontano dalla sede del comune.
Sulla piazza prospetta la facciata a salienti, ricondotta alle forme romaniche con un restauro agli inizi del XX secolo. Essa presenta un paramento murario con blocchi di pietra squadrati ed ha una particolare struttura asimmettrica, trovandosi, sulla sinistra, la torre campanaria. In basso, si aprono i due portali, ciascuno dei quali è sormontato da una semplice lunetta priva di decorazione. In corrispondenza della navata centrale, si vi è un rosone circolare.
Alla sinistra della facciata, si eleva l'alta torre campanaria trecentesca. Essa è a pianta quadrata, con il quadrante dell'orologio sulla facciata anteriore. La cella campanaria si apre sull'esterno con grandi monofore a tutto sesto. Al suo interno alloggiano tre grosse campane (le più grandi del comune dopo quelle di Capezzano Pianore), di cui la maggiore risalente al 1740 e opera del fonditore lucchese Pietro Berti, la mezzana è stata colata da Giovanni Quirico Benigni e Luigi Magni di San Quirico di Valleriana (PT) nel 1835, mentre la piccola è opera di Raffaello Magni di Lucca (fusa nel 1910). Sono inoltre presenti due campanelle, le quali non formano un accordo con le tre campane principali. La grande di esse è stata realizzata dai lucchesi Domenico Zanatta e Vincenzo Clari nel 1742, mentre la più piccola è opera di Giò Quirico Benigni della Valleriana del 1825.

### Interno

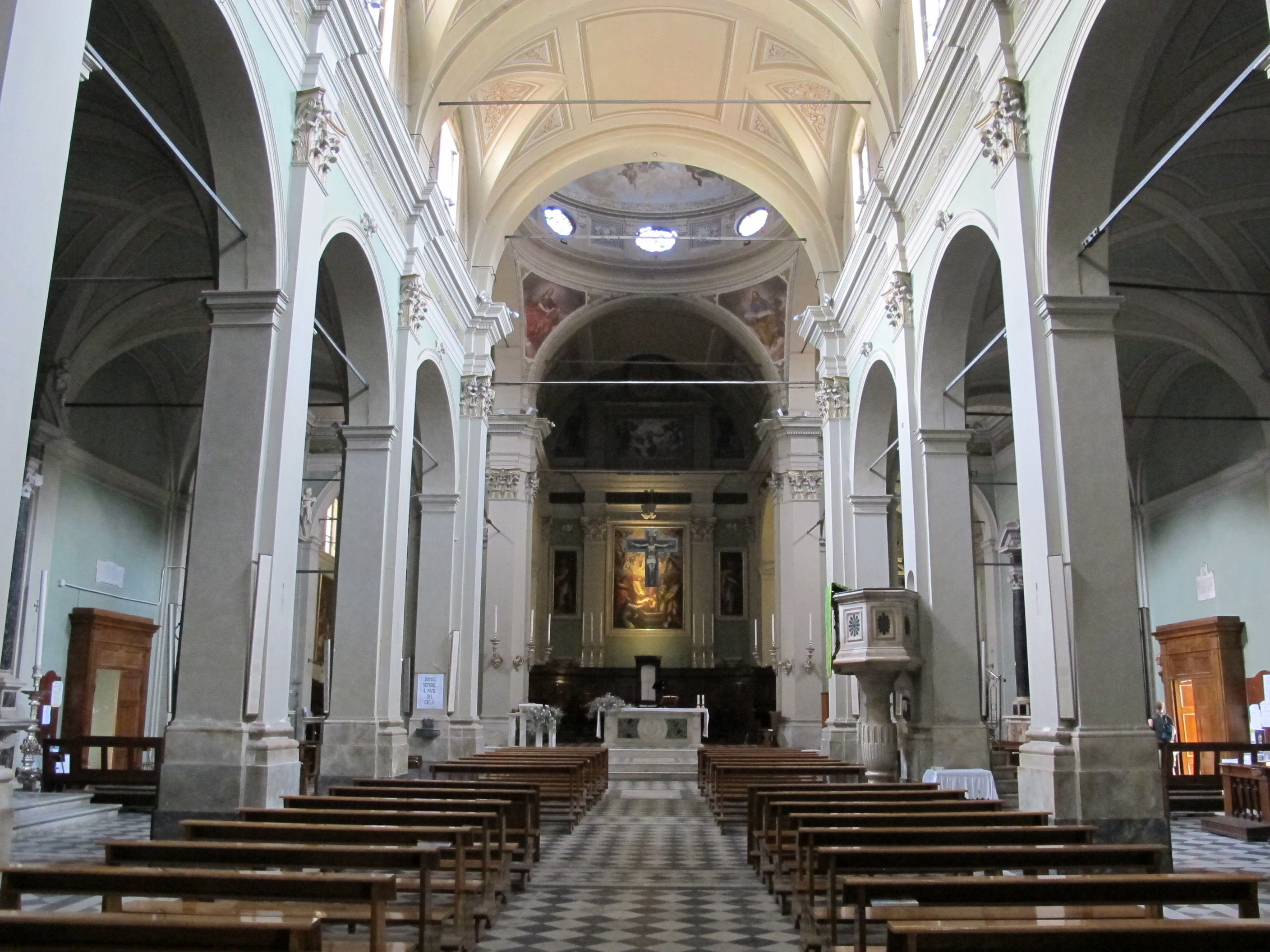
Interno

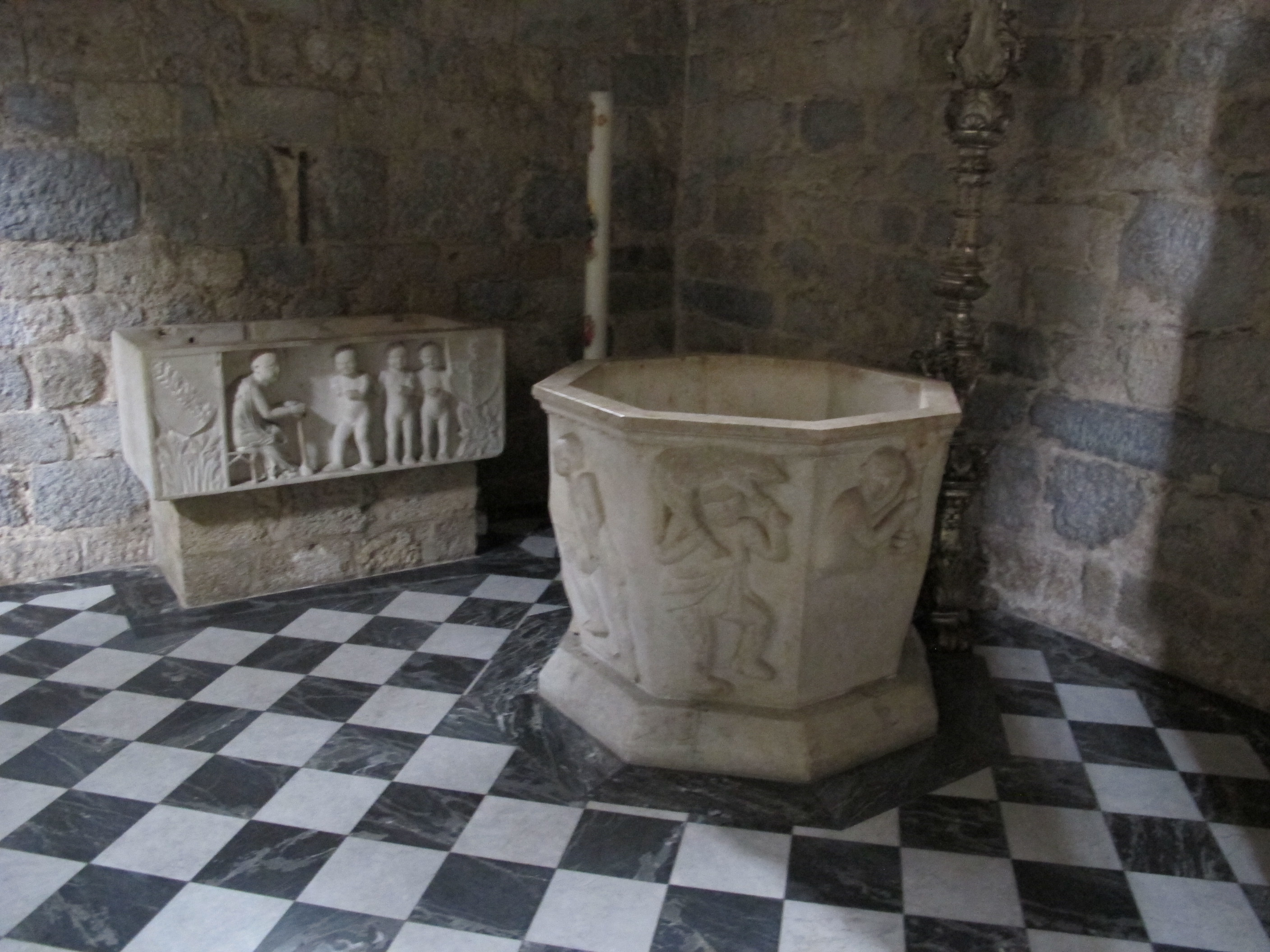
Fonte battesimale e vasca marmorea

L'interno della collegiata è a pianta a croce latina, con tre navate e crociera coperta con cupola, e si presenta con eleganti forme settecentesche.
All'ingresso della chiesa, in un vano situato alla base del campanile, si trova il fonte battesimale a pozzo, con rilievi del 1387 e una vasca rettangolare risalente alla stessa epoca.
Nella chiesa spiccano gli altari e i confessionali marmorei, opere di fini scalpellini locali, gli antichi candelabri d'argento e alcune pale d'altare barocche del pittore locale Giovanni Marracci. Nella cappella in fondo alla navata di sinistra, dedicata al Santissimo Sacramento vi sono l'Annunciazione, opera di Stefano Tofanelli, posta sopra l'altare, e, sulla parete di destra, la tela Comunione degli Apostoli di Pier Dandini, mentre nell'abside si trova l'Assunzione tra i santi Pietro e Paolo. La cupola è affrescata con l'Incoronazione della Vergine di Benedetto Brandimarte. A ridosso della parete fondale del transetto di sinistra, vi è un pregevole Crocifisso ligneo scolpito del XIV secolo.

### Organi a canne
Sulla cantoria in controfacciata, si trova l'organo a canne Paolino Bertolucci opus 18, costruito nel 1866, riutilizzando parte del materiale fonico dei precedenti organi dei secoli XVII e XVIII. Restaurato ed alterato nel 1954 e nel 1965 dalla ditta Parodi e Marin, è stato oggetto, nel 2001, di un restauro conservativo da parte della ditta Mascioni, che ne ha ripristinato le caratteristiche originarie.
Lo strumento è a trasmissione meccanica e la sua consolle ha un'unica tastiera di 54 note con prima ottava cromatica estesa e pedaliera a leggio di 18 note, con il 18º pedale corrispondente alla Terza mano. I registri sono azionati da manette a scorrimento laterale poste alla destra della consolle, su due colonne.
L'organo è alloggiato all'interno di una cassa lignea riccamente decorata con sculture e rilievi dorati. La mostra si articola in cinque campi ed è composta da canne di principale con bocche a mitria disposte a cuspide all'interno di ciascun campo.
Nel transetto, a pavimento, vi è un organo positivo della ditta Chichi, con 7 registri su unico manuale e pedale.